# Административен акт
Административен акт е юридически термин, появява се за първи път в България през 1911 г. в доктрината, след което се пренася и в законодателството. Сега той е легален термин в България и се използва в редица текстове на Административнопроцесуалния кодекс (АПК ДВ, бр. 30 от 11 април 2006).
Съгласно чл. 21, ал. 1 от АПК индивидуален административен акт е волеизявление или изразеното с действие или бездействие волеизявление на административен орган или на друг овластен със закон за това орган, на лицата, осъществяващи публични функции и организациите, предоставящи обществени услуги, с което се създават права или задължения или непосредствено се засягат права, свободи или законни интереси на отделни граждани или организации, както и отказът да се издаде такъв акт.
С членове 20 и 21 от АПК се разшири представата за административния акт. На първо място административният акт е волеизявление. В този аспект административният акт може да се определи като едностранно властническо волеизявление на орган на публичната власт. Административният акт е волеизявление, т.е. нарежда се на плоскостта на юридическите факти, и по-специално на плоскостта на правомерните юридически действия (бездействия), за които е характерна волята на субектите за настъпването на правните последици. Волеизявлението е характерно и за договорите. Основната разлика между договора и административния акт обаче се съдържа в характера на волеизявлението. При административния акт волеизявлението винаги има властнически характер, докато договорът никога няма властнически характер. Административният акт е винаги едностранен, властническото волеизявление винаги е в посока от органа на публичната власт към адресата.
Административният акт като юридически акт се характеризира и с това, че винаги поражда правни последици. Те могат да се изразят в права, задължения, правни статути, правни положения. Административният акт винаги се издава въз основа и в изпълнение на закона, затова той винаги е подзаконов акт. Той е юридически израз на разгръщаната от органите на изпълнителната власт изпълнително-разпоредителна дейност на държавата. Според чл. 21 от АПК за административен акт се приема и изразеното с действие или бездействие волеизявление на административния орган. Става дума за установени публичноправни задължения за даден орган по, силата на закон. В този случай административният орган реализира чрез действия или бездействия волеизявленията си. Защитата срещу неоснователни действия или бездействия на администрацията засегнатите субекти могат да осъществяват по реда на чл. 250 и чл. 257 от АПК.
Известни са различни класификации на административните актове, изградени на основата на различни критерии.
А. Според степента на конкретизация на адресатите те биват:
- а) нормативни
- б) идивидуални
- в) общ (ненормативен)

Б. Според насочеността на волеизявленито на административния орган – автор на акта, те биват:
- а) констативни
- б) декларативни
- в) конститутивни

В. Според съдържанието си, те биват:
- а) утежняващи
- б) облагоприятсващи

Г. В зависимост от това, дали се касае за юридическо действие, или бездействие, като бездействие е отказът на администрацията. Съгласно чл. 21 от АПК отказите са индивидуални административни актове с отрицателно съдържание. Отказите биват:
- а) изрични
- б) мълчаливи

Д. В зависимост от това, накъде е насочено държавното управление в страната, навън спрямо граждани и организации или навътре към самата държава, те биват:
- а) външни
- б) вътрешни